# Alldeutscher Verband
Alldeutscher Verband (Det alltyske forbund) var en tysk organisation, som forsøgte at fremme pangermanisme og imperialisme. Organisationen blev dannet i 1891 i protest over Helgoland–Zanzibar-traktaten, som betød at Helgoland kom på tyske hænder på bekostning af, at Tyskland opgav alle krav i relation til Zanzibar. Ernst Hasse var dets første leder, og blev efterfulgt af Heinrich Class i 1908. Alldeutscher Verband blev opløst i 1939.
Målet med Alldeutscher Verband var at protestere mod regerings beslutning, som de mente kunne svække det Tyske kejserrige. Et stærkt element af dets ideologi var socialdarwinisme. Organisationen ville opretholde den tyske racehygiejne og var imod forædling med såkaldte underlegne racer, så som jøder. Bevægelsen havde indflydelse på den tyske regering og bidrog til at underminere den tyske udenrigspolitiske position opnået under Bismarck. 
Alldeutscher Verband havde en enorm betydning på den tyske regering under 1. verdenskrig, da de stod i opposition til demokratisering og gik ind for en ubegrænset u-bådskrig. Modstandere af Alldeutscher Verband blev beskyldt for at være krystere og forrædere.